# Cratere Nsele
Nsele  è un cratere sulla superficie di Venere.